# Parc provincial des Arches
Pour le parc national américain, voir Parc national des Arches.
Le parc provincial des Arches (anglais : Arches Provincial Park) est un parc provincial de Terre-Neuve-et-Labrador (Canada).
Ce petit parc de 13 ha créé en 1980 protège un rocher ayant une série d'arches naturelles formée par la marée.
Il y a une aire de pique-nique dans le parc.